# Thersites (zoologia)
Thersites L. Pfeiffer, 1855 è un genere di molluschi gasteropodi della famiglia Camaenidae.

## Tassonomia
Comprende le seguenti specie:
- Thersites darlingtoni Clench & Archer, 1938
- Thersites mitchellae (Cox, 1864)
- Thersites novaehollandiae (Gray, 1834)
- Thersites richmondianus (Reeve, 1852)